# 暗點胡椒鯛
暗點胡椒鯛，又稱暗點石鱸、花旦石鱸，俗名加志，為輻鰭魚綱鱸形目石鱸科的其中一個種。

## 分布
本魚分布於印度太平洋區，包括紅海、東非、南非、馬達加斯加、模里西斯、塞席爾群島、波斯灣、馬爾地夫、斯里蘭卡、印度、日本、韓國、中國沿海、泰國、馬來西亞、台灣、越南、菲律賓、印尼、澳洲、新幾內亞、新喀里多尼亞、帛琉、所羅門群島、馬里亞納群島、馬紹爾群島、密克羅尼西亞、諾魯、斐濟群島、吐瓦魯、吉里巴斯、夏威夷群島、萬納杜、法屬波里尼西亞等海域。

## 深度
水深3至50公尺。

## 特徵
本魚幼魚體色黑色而在吻、背、腹部各具大型白色斑；從7至25公分大時，白斑仍在，但腹面已全部變白，尾鰭白斑亦消褪。25公分以上之魚體背部之黑底逐漸變成黑點型態，至35公分長時體色完全為銀白色為底色，背部則密布黑點。背鰭硬棘12枚、軟條18至22枚；臀鰭硬棘3枚、軟條7枚。體長可達84公分。

## 生態
本魚幼魚生活於低潮線至10公尺深的海域，喜躲在礁緣底部。長大後會漸向水深處移動。多半單獨活動。屬於底棲雜食性魚類。

## 經濟利用
食用魚，中小型肉質水份多，適合紅燒或糖醋，而大型魚最適宜做砂鍋魚頭。另外，體色多變化可做觀賞魚。